# Голицын, Константин
Константин Голицын (эст. Konstantin Golitsõn; 11 февраля 1974, Силламяэ, Эстонская ССР) — эстонский футболист.

## Биография
Родился 11 февраля 1974 года в эстонском городе Силламяэ. Профессиональную карьеру начал уже после распада СССР в местном клубе «Калев», за который провёл 20 матчей и забил 6 голов в высшей лиге Эстонии. В 1993 году стал игроком клуба «Норма», в составе которого стал чемпионом Эстонии в сезоне 1992/93, однако закрепиться в новом клубе не смог. По ходу сезона 1993/94 Голицын перешёл в клуб «Таллинна Садам», а летом 1994 года стал игроком клуба «Нарва-Транс». В первый сезон в «Нарве» занял с командой третье место в чемпионате Эстонии, а всего провёл в команде два с половиной сезона. В 1997 году ненадолго вернулся в «Таллинна Садам», а затем отыграл ещё два сезона за «Нарва-Транс».
В 1999 году Голицын перешёл в клуб первой лиги Эстонии «Лоотус». По итогам сезона он занял с командой второе место в первой лиге и вышел в высшую лигу, где выступал до 2002 года и за три сезона сыграл 83 матча и забил 18 голов. В 2003 году «Лоотус» стал победителем первой лиги и вновь вышел в элитный дивизион, однако сезон 2004 сложился для команды неудачно. Набрав за сезон лишь 5 очков, «Лоотус» занял последнее место в лиге и вернулся в первую лигу, а в 2006 году опустился во вторую лигу. Голицын ушёл из клуба в 2008 году и затем отыграл ещё полтора года в клубе первой лиги «Тамме-Авто». Под конец карьеры играл также в мини-футбол за команду «Силламяэ», а в 2011 году выступал за любительский клуб «Алко», после чего завершил карьеру.

## Достижения
«Норма»
- Чемпион Эстонии: 1992/93

«Таллинна Садам»
- Обладатель Суперкубка Эстонии: 1996

«Лоотус»
- Победитель первой лиги Эстонии: 2003